# 奇异世界：阿比逃亡记
《奇异世界：阿比逃亡记》是由Oddworld Inhabitants公司制作、GT Interactive发行的平台类游戏。游戏最初于1997年9月19日在PlayStation上发行。游戏为「《奇异世界》系列」的开山之作。
本游戏是一个2D平台游戏。玩家控制着角色阿比。
游戏收到多数正面评价。《GameSpot》给予本游戏PlayStation版本8.4/10分的评价。